# Copelatus brancuccii
Copelatus brancuccii es una especie de escarabajo buceador del género Copelatus, de la subfamilia Copelatinae, en la familia Dytiscidae. Fue descrito por Roucchi en 1979.